# Балашов, Лев Сергеевич
Лев Сергеевич Балашов (Балашев, укр. Лев Сергійович Балашов, 17 февраля 1929, Ленинград — 27 июня 2015, Киев) — украинский геоботаник, профессор (2015), доктор биологических наук (1994). Лауреат премии АН УССР имени Н. Г. Холодного (1990). Автор более 200 научных работ, в том числе 9 монографий.
Изучал луговую и болотную растительность Полесья и лесостепи Украины, их изменение под влиянием деятельности человека, в частности последствия Чернобыльской катастрофы. 
Сделал существенный вклад в охрану природы Украины, обосновал создание около 20 заповедных территорий и выступал против осушения болот и рек Полесья.

## Биография

### Детство
Родился в Ленинграде, большую часть детства провёл в его пригороде в Сестрорецке на северном побережье Финского залива. Родители — Сергей Иванович и Мария Сергеевна (в девичестве Петрова), были общественными активистами, «синеблузниками». Отец работал на заводе «Красная Заря», а в дальнейшем инженером в отделённой от завода Центральной лаборатории проводной связи, занимаясь радиоэлектроникой. Мать после рождения второго ребёнка, Ирины, работала бухгалтером в колхозе.
Перед блокадой Ленинграда в 1941 году вместе с матерью и сестрой был эвакуирован из города в Вологодскую область, где они работали в колхозе. Отец Л. С. Балашова в войну был приписан к военному состава ГСМ. 
В 1944 году с военной частью отца вся семья попала в Румынию, где Л. С. Балашов два года ходил в советскую школу в Бухаресте. Некоторое время семья также жила в Рени Одесской области. 
Впоследствии осели в городе Нежин Черниговской области, где похоронены родители Л. С. Балашова. В Ленинград семья не вернулась из-за проблем со здоровьем С. И. Балашова, врачи рекомендовали ему южный климат.

### Образование и дальнейшая жизнь
Учился в Нежинском государственном педагогическом институте имени Н. В. Гоголя, который окончил в 1952 году. Во время учёбы встретил свою будущую жену, однокурсницу Светлану Петровну Головко (1930—2011) из города Миргород.
В 1952—1959 годах работал ассистентом кафедры ботаники Нежинского педагогического института. 
В 1959 году поступил в аспирантуру в Институт ботаники имени Н. Г. Холодного НАН Украины. Его научным руководителем была Елизавета Модестовна Брадис. 
С 1962 года работал в отделе геоботаники этого заведения, переехав с женой и двумя сыновьями в Киев, где получил в 1964 году квартиру в Академгородке на бульваре Вернадского. 
В 1965 году защитил кандидатскую диссертацию. 
С 1969 года работал в должности старшего научного сотрудника Института ботаники.
В 1994 году защитил докторскую диссертацию и после этого продолжил работать в отделе геоботаники ведущим научным сотрудником. 
С 2006 года было частично занят в Каменец-Подольском национальном университете имени Ивана Огиенко, где работал над подготовкой новых кадров, руководил диссертационной работы.
До последних месяцев своей жизни сохранял работоспособность и ясность мышления, продолжая научную деятельность. Умер 28 июня 2015 года от осложнений после инсульта. Один из внуков — зоолог И. А. Балашов.

### Научные исследования
В период обучения в аспирантуре деятельность Балашова была направлена на изучении растительности долины реки Снов в Черниговском Полесье. Опубликовал ряд работ на эту тему в 1961—1971 годах. Основное внимание в этих работах было уделено изучению лугов, болот и высшей водной растительности. В 1965 году защитил кандидатскую диссертацию на тему «Луга и поймы реки Снов».
Балашов изучал растительность на многих болотных и луговых участках Полесья, которые имеют приоритетное природоохранную ценность. Например, особое внимание в 1970-х годах было уделено болотам Выдра (Черниговщина) и Переброды (Ровенская область). По результатам таких исследований он сделал значительный вклад в дело охраны природы, обосновав создания около 20 болотных и луговых природоохранных объектов.
С 1970-х годов Балашов много работал на изучение растительности Полесского природного заповедника, первым из ботаников подробно описав эту территорию. Предложил зонирование заповедника, выделение участков полной заповедности. В 1983 году результатом этой работы стала монография о растительности Полесского заповедника.
Интенсивно изучал влияние мелиорации, осушение болот, на растительность Полесья, отмечая при этом её негативное влияние на окружающую среду. С 1970-х годов достаточно активно выступал против массового осушения болот и рек Полесья, в частности против таких планов по реке Снов. Пытался повлиять на эту проблему публиковал призывы сократить объёмы осушения земель в газете «Правда Украины» и научно-популярном журнале «Родная Природа». Особенно весомые научные труды Балашова о влиянии мелиорации на растительность были опубликованы в начале 1980-х годов, в частности монография «Изменение растительности и флоры болот УССР под влиянием мелиорации» (1982).
Значительное количество работ Балашова была посвящена классификации луговой растительности. Наиболее значительные из таких работ были опубликованы во второй половине 1980-х годов, прежде всего это монография «Типология лугов Украины и их рациональное использование» 1988 года. Был одним из авторов известной научно-популярной книги о Полесье «В краю ландышей и азалий» (1989). Сразу после Чернобыльской катастрофы и до 2001 года активно изучал изменения растительности в зоне отчуждения, влияние радиоактивного загрязнения на окружающую среду, посвящая этим вопросом свое основное внимание и опубликовав на эту тему значительное количество научных трудов.
Докторская диссертация — «Антропогенные изменения, оптимизация использования и охрана травянистой растительности Полесья и Лесостепи Украины» (1994).

## Важнейшие труды

### Научные статьи
- Балашов Л. С. Рослинність мезотрофних боліт долини р. Снов // Український ботанічний журнал. — 1962. — 19, № 1. — С. 64-72.
- Брадис Е. М. , Балашев Л. С. Болота Западной Подолии // Природа болот и методы их исследования. - Ленинград: Наука, 1967. - С. 43-47.
- Пашкевич Г. О., Балашов Л. С. Розвиток рослинності долини р. Снов в голоцені // Фізична географія та геоморфологія. — 1971. — 6. — С. 66-72.
- Балашев Л. С. Индикация интенсивности осушения болот по растительному покрову // Экология. - 1980. - № 3. - С. 31-36.
- Балашев Л. С. Антропогенные изменения лугов Украинского Полесья // Экология . - 1991. - № 1. - С. 3-9.
- Балашов Л. С., Францевич Л. І. Чи оголошувати зону відчуження і зону безумовного (обов'язкового) відселення заповідником? // Бюлетень екологічного стану зони відчуження. — 1997. — 10. — С. 21-26.
- Балашов Л. С. Прогноз розвитку рослинного покриву на території зони відчуження ЧАЕС // Український ботанічний журнал. — 1999. — 56, № 3. — С. 388—393.
- Балашев Л. С., Зуб Л. Н., Савицкий А. А. Типы водоемов Киева по флористическому составу высшей водной растительности // Биология внутренних вод. - 2000. - № 1. - С. 5-12.
- Балашов Л. С. Рослини Червоної книги України у зоні відчуження ЧАЕС // Український ботанічний журнал. — 2003. — 60, № 5. — С. 528—536.
- Слівінська К. А., Балашов Л. С. Фітоценотичний склад кормових угідь коня Пржевальського (Equus przewalskii Poljakov, 1881) в умовах Чорнобильської зони відчуження // Український ботанічний журнал. — 2006. — 63, № 1. — С. 22-30.
- Балашов Л. С. Класифікація екосистем заплавних лук України // Український фітоценотичний збірник. Серія С. — 2006. — 23. — С. 107—113.

### Монографии
- Балашев Л. С., Андриенко Т. Л. , Григора И. М., Кузьмичев А. И. Изменение растительности и флоры болот УССР под влиянием мелиорации. — Киев: Наукова Думка, 1982. — 290 с.
- Балашев Л. С. Растительность Полесского государственного заповедника. — Киев, 1983. — 160 с.
- Балашев Л. С., Сипайлово Л. М., Соломаха В. А., Шеляг-Сосонко Ю. Р. Типология лугов Украины и их рациональное использование. — Киев: Наукова Думка, 1988. — 240 с.
- Воробйов Є. О., Балашов Л. С., Соломаха В. А. Синтаксономія рослинності Поліського природного заповідника // Український фітоценотичний збірник. Серія Б. — 1997. — 1(8). — 128 с.
- Шестопалов В. М., Францевич Л. І., Балашов Л. С. та ін. Автореабілітаційні процеси в екосистемах Чорнобильської зони відчуження. — Київ: АНТ Лтд, 2001. — 252 с.
- Балашов Л. С., Даниленко М. А., Сипайлова Л. М. Кормовиробництво. Луки Чернігівщини. — Чернігів: Чернігівські обереги, 2006. — 280 с.

### Научно-популярные издания
- Смык Г. К., Балашев Л. С., Бортняк Н. Н. и др. В краю ландыши и азалия. - Киев: Урожай, 1989. - 208 с.
- Смик Г. К., Грабовський В. Б., Балашов Л. С. Живі смарагди України: оповіді про рослини. — Київ: Молодь, 1990. — 224 с.